# Tableau des médailles des Jeux paralympiques d'hiver de 2014
Le tableau des médailles des Jeux paralympiques d'hiver de 2014 donne le classement, selon le nombre de médailles gagnées par leurs athlètes, des pays participant aux Jeux paralympiques d'hiver de 2014, tenus à Sotchi, en Russie, du 7 au 16 mars 2014.

## Tableau des médailles
- Pays organisateur ( Russie)

| Rang  | Nation           | Or | Argent | Bronze | Total |
| ----- | ---------------- | -- | ------ | ------ | ----- |
| 1     | Russie           | 30 | 28     | 22     | 80    |
| 2     | Allemagne        | 9  | 5      | 1      | 15    |
| 3     | Canada           | 7  | 2      | 7      | 16    |
| 4     | Ukraine          | 5  | 9      | 11     | 25    |
| 5     | France           | 5  | 3      | 4      | 12    |
| 6     | Slovaquie        | 3  | 2      | 2      | 7     |
| 7     | Japon            | 3  | 1      | 2      | 6     |
| 8     | États-Unis       | 2  | 7      | 9      | 18    |
| 9     | Autriche         | 2  | 5      | 4      | 11    |
| 10    | Grande-Bretagne  | 1  | 3      | 2      | 6     |
| 11=   | Norvège          | 1  | 2      | 1      | 4     |
| 11=   | Suède            | 1  | 2      | 1      | 4     |
| 13    | Espagne          | 1  | 1      | 1      | 3     |
| 14=   | Pays-Bas         | 1  | 0      | 0      | 1     |
| 14=   | Suisse           | 1  | 0      | 0      | 1     |
| 16=   | Finlande         | 0  | 1      | 0      | 1     |
| 16=   | Nouvelle-Zélande | 0  | 1      | 0      | 1     |
| 18    | Biélorussie      | 0  | 0      | 3      | 3     |
| 19    | Australie        | 0  | 0      | 2      | 2     |
| Total | Total            | 72 | 72     | 72     | 216   |